# Ašské pověsti

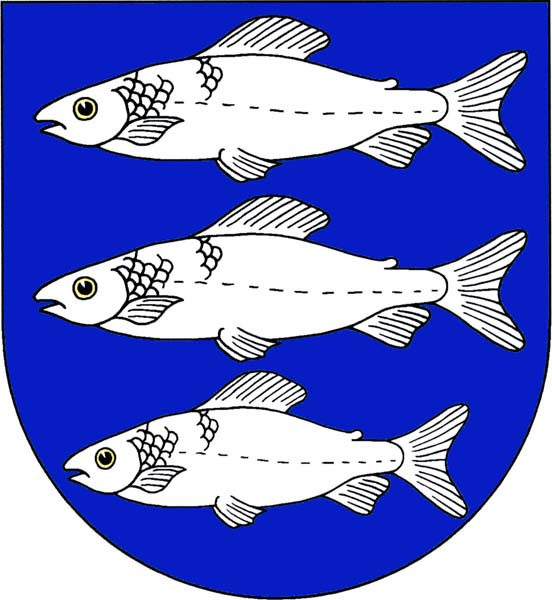
Znak města Aše

K městu Aš a okolí se pojí řada pověstí, původně tradovaných ústně, později zaznamenaných literárně. Nejznámějšími pověstmi je Nahřbetskoč, Hadí král či Bezhlavý jezdec.

## Jednotlivé pověsti

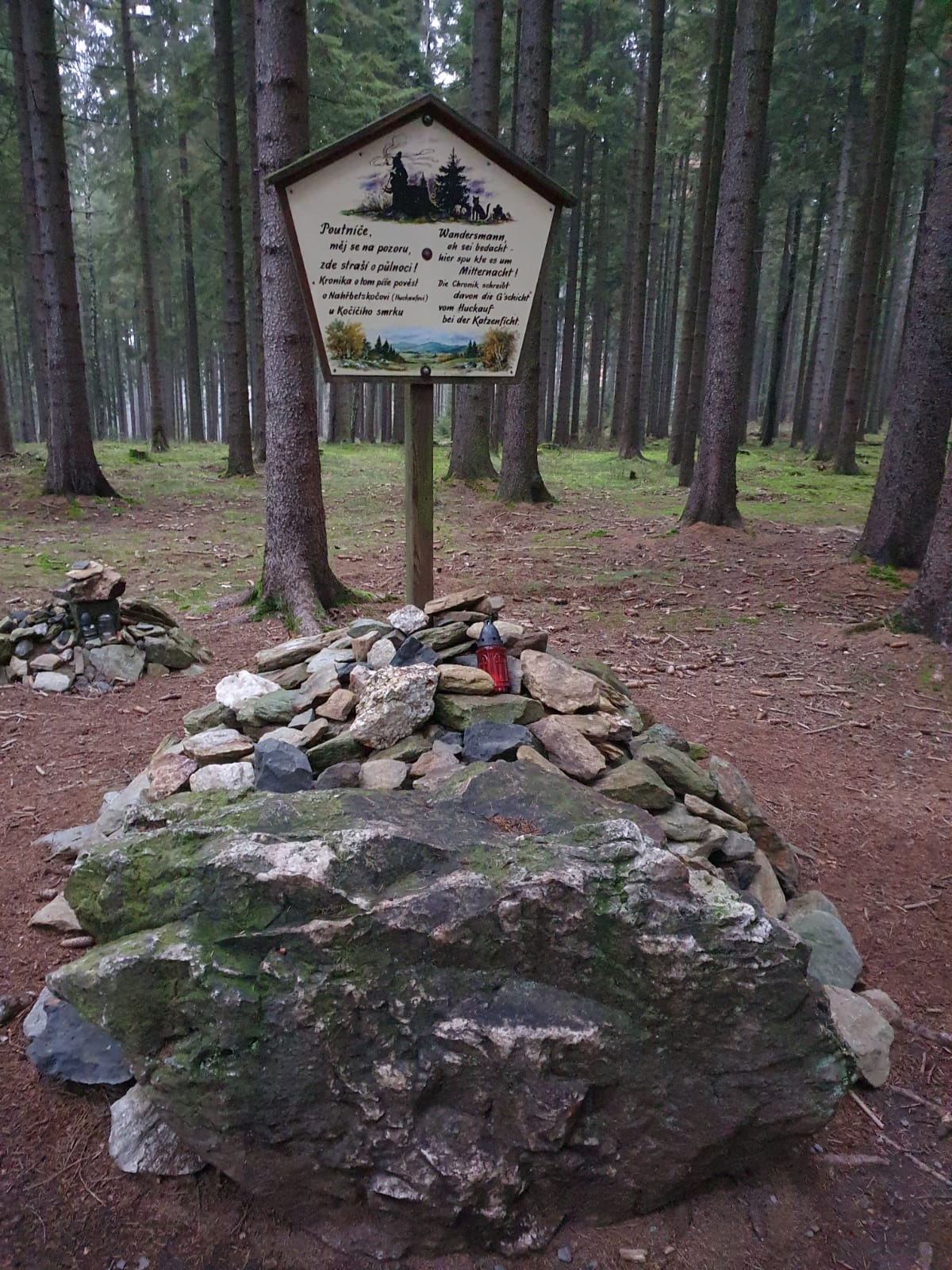
Nahřbetskoč: Takto místo vypadá v současnosti

### Nahřbetskoč
- Pověst pojednává o sedlákovi, který potkal v blízkosti Kočičího smrku mužíčka, který mu skočil na záda. Muž onemocněl a lidé z Aše si začali mezi sebou povídat, že oním stvořením je starý papírník. Až po několika letech se vracel z Vernéřova opilý muž, ten skutečně potkal papírníka a poradil mu, aby kámen, který vláčel zahodil. Jakmile to udělal, tak papírník i kámen zmizel a od těch dob bylo u Kočičího smrku bezpečno a klidno.

Z Kočičího smrku, který stával na cestě z vrchu Háj do Vernéřova, stojí jen trouchnivějící zbytky zasypané hromádkou kamenů. Jako památka je na tomto místě cedulka připomínající pověst.

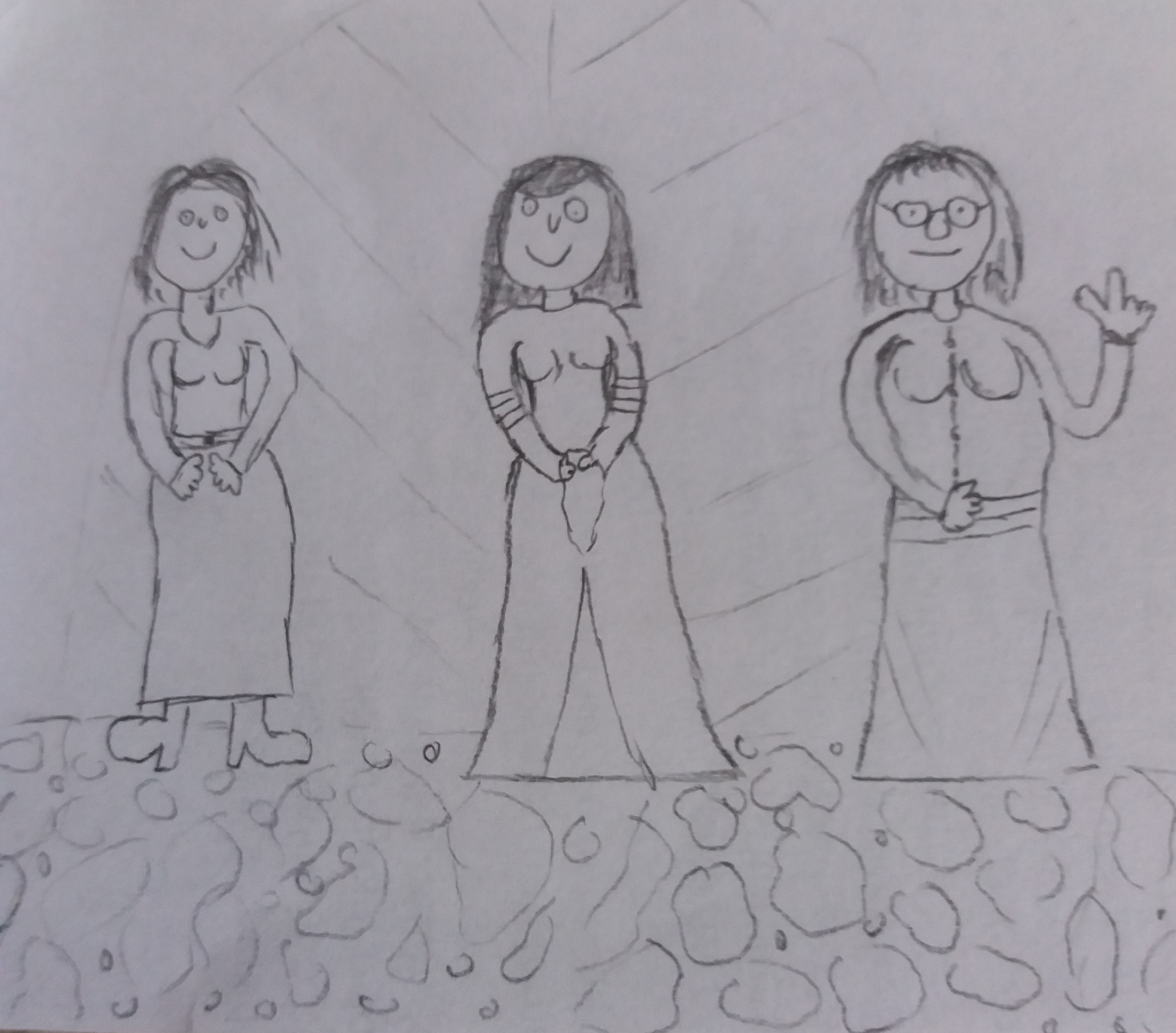
Upomínající ženy

### Upomínající ženy
- Na půdě Kunstova domu byla přádelna, z které se jednoho dne po práci vracely ženy. Když na schodech potkaly tři zvláštně oblečené dámy, rychle se strachem utekly vše povědět majiteli domu. Ten jim však řekl, že ty ženy připomínají darování chleba chudině jako ochranu před případným ohněm.

Pověst se odehrává v Kunstově domě na dnešním Goethově náměstí v Aši. Dříve zde stávalo mnoho domů, které byly v době vysídlování Němců po druhé světové válce vybydleny a strženy.

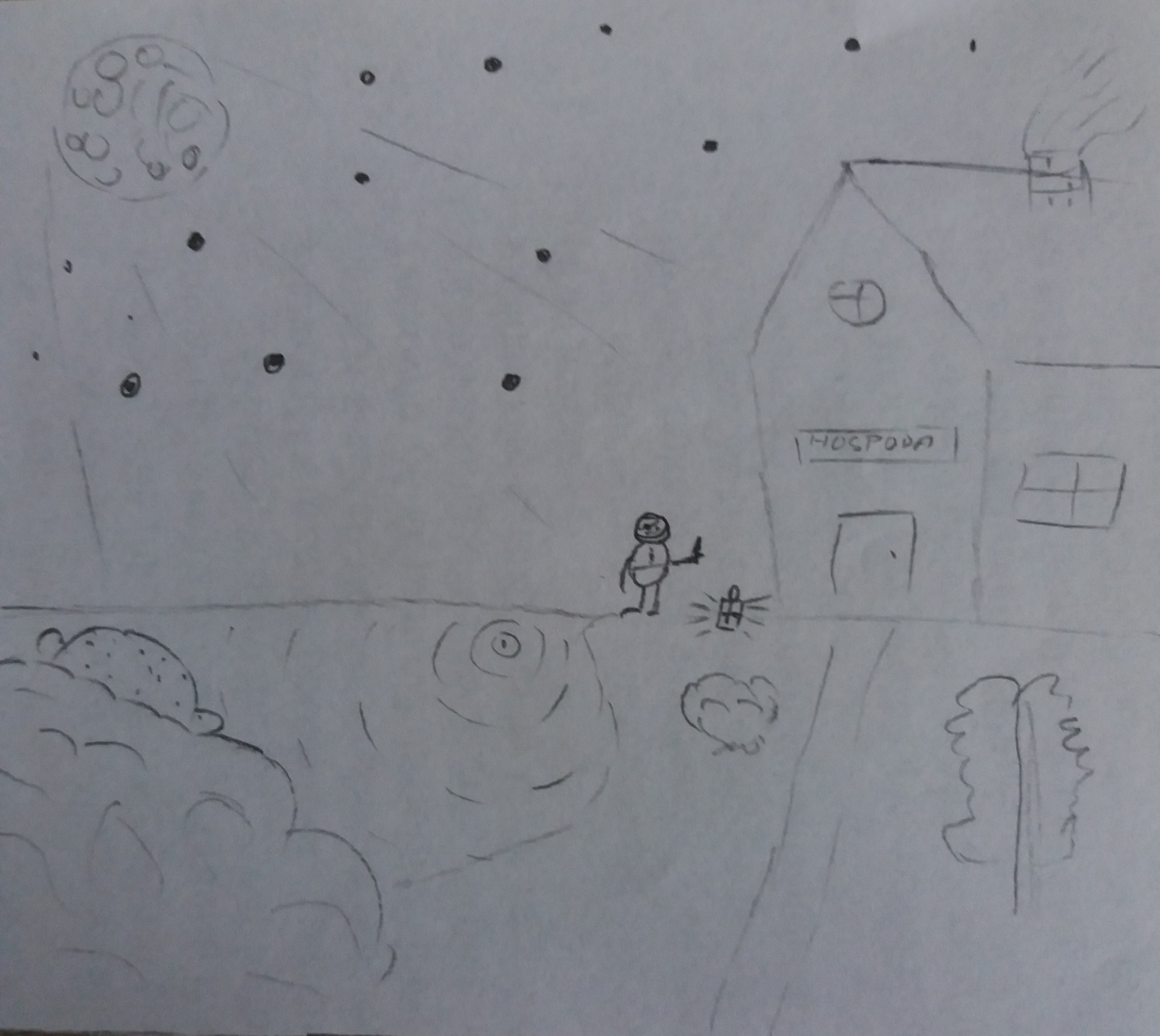
O Dolní hospodě

### O Dolní hospodě
- V Dolní hospodě svého času pracoval hospodský o kterém se říkalo, že je loupežník a vrah. Jednoho dne se chystal vhodit svou oběť do rybníka, avšak zpozoroval svědka schovaného v keři. Pod hrůznými pohrůžkami ho donutil, aby nic nepověděl. Svědek se tak dlouho trápil, až mu místní farář poradil, aby svůj problém svěřil krbu. Farář však nechal pootevřené dveře a díky informacím, které se tak dozvěděl, mohl být loupežník po právu potrestán.

Pověst se odehrává v okolí Dolní hospody ve městě Hranice v Čechách nedaleko Aše. Původně hostinec „U červeného koně“ byl zmíněn již v církevní účetní knize z roku 1570. Nacházel se v samém středu náměstí. Po roce 1990 byla v objektu zřízena hospoda "U koně".

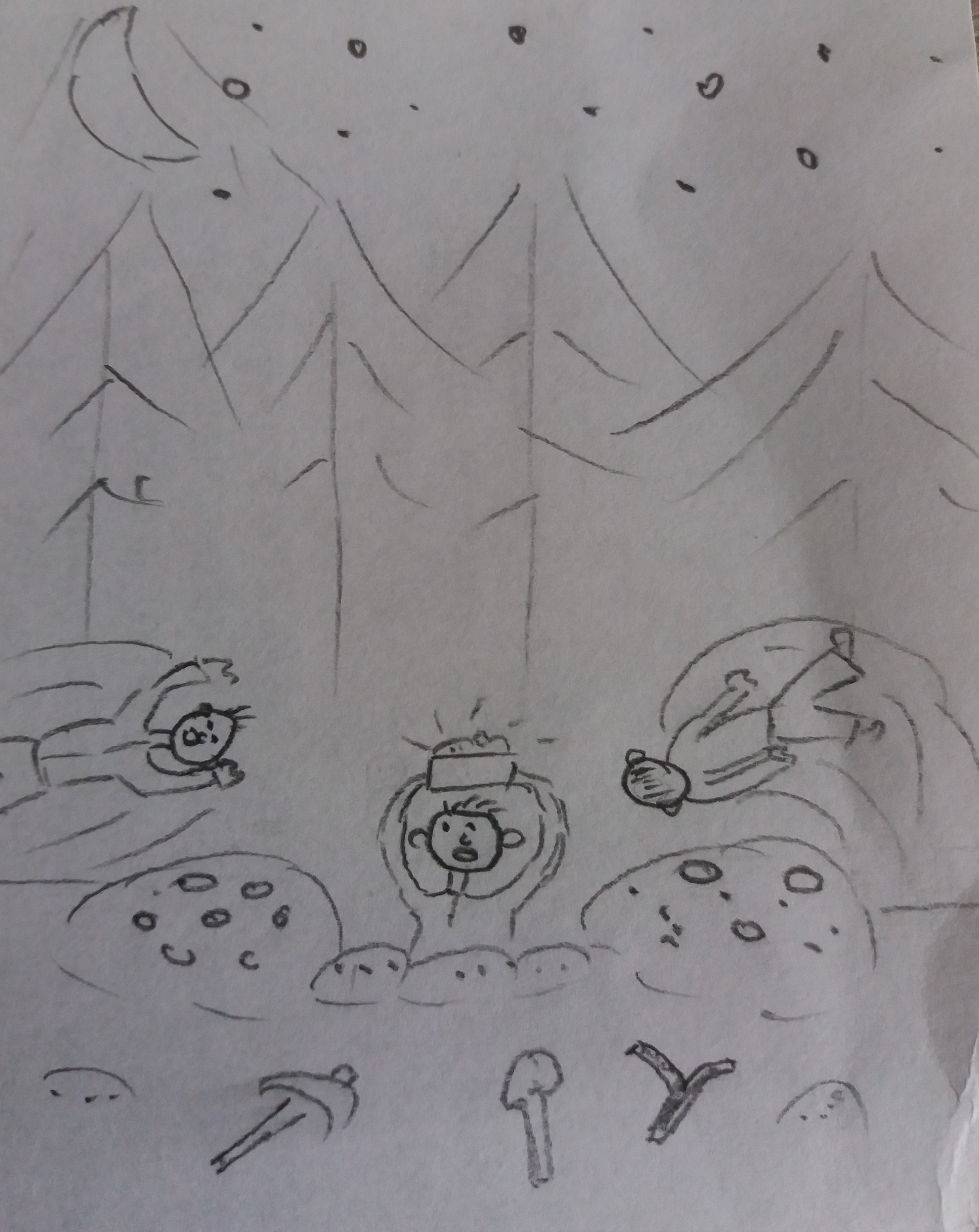
Pahorek s pokladem

### Pahorek s pokladem
- Jednou se bohatý sedlák rozhodl zakopat hrnec plný zlaťáků pod pahorek. Poklad se rozhodla hledat skupinka s virgulí, avšak po nálezu nesměl nikdo z nich promluvit ani slovo. To nedokázali a celý poklad i s nimi se propadl do hlubin. Jedenkrát ročně je možno slyšet jejich bědování.

Pověst se odehrává nedaleko obce Újezd u Krásné. Pahorek je blízko cesty vedoucí z Pastvin do Újezdu, tam, kde rostou velké břízy.

### Zažehnávání
- V zámečku zemřela jedna žena a její duch tam ještě dlouho poté strašil. Místní farář ženu zažehnal a zaklel do dubu na Skřivánčím vrchu. Druhý příběh vypráví o nebožtíkovi, který měl být duchovním vyhnán z jednoho stavení. Ale jelikož farář nebyl bez hříchů, duch si na něj zasedl a muž zanedlouho zemřel.

Děj pověsti se odehrává blízko zámečku na Mikulášském vrchu v Aši a na Skřivánčím vrchu vystupujícím nad Aší. Na Mikulášském vrchu v současnosti stojí panelové sídliště a ze zámečku se stalo ašské muzeum.

### Winselburg neboli skučící hrad
- Dříve stál na louce hostinec, do kterého chodila bohatá společnost, které celou noc tancovala a rámusila. Třikrát do ní za ten večer přišel mužíček a prosil o klid, ale nikdo ho nebral vážně. Najednou se hospoda začala i s lidmi propadat a kvůli křiku hostů se toto místo do současnosti jmenuje Winselburg neboli skučící hrad.

Hostinec se měl nacházet na louce mezi Újezdem a Rehau, její poloha ale není známá.

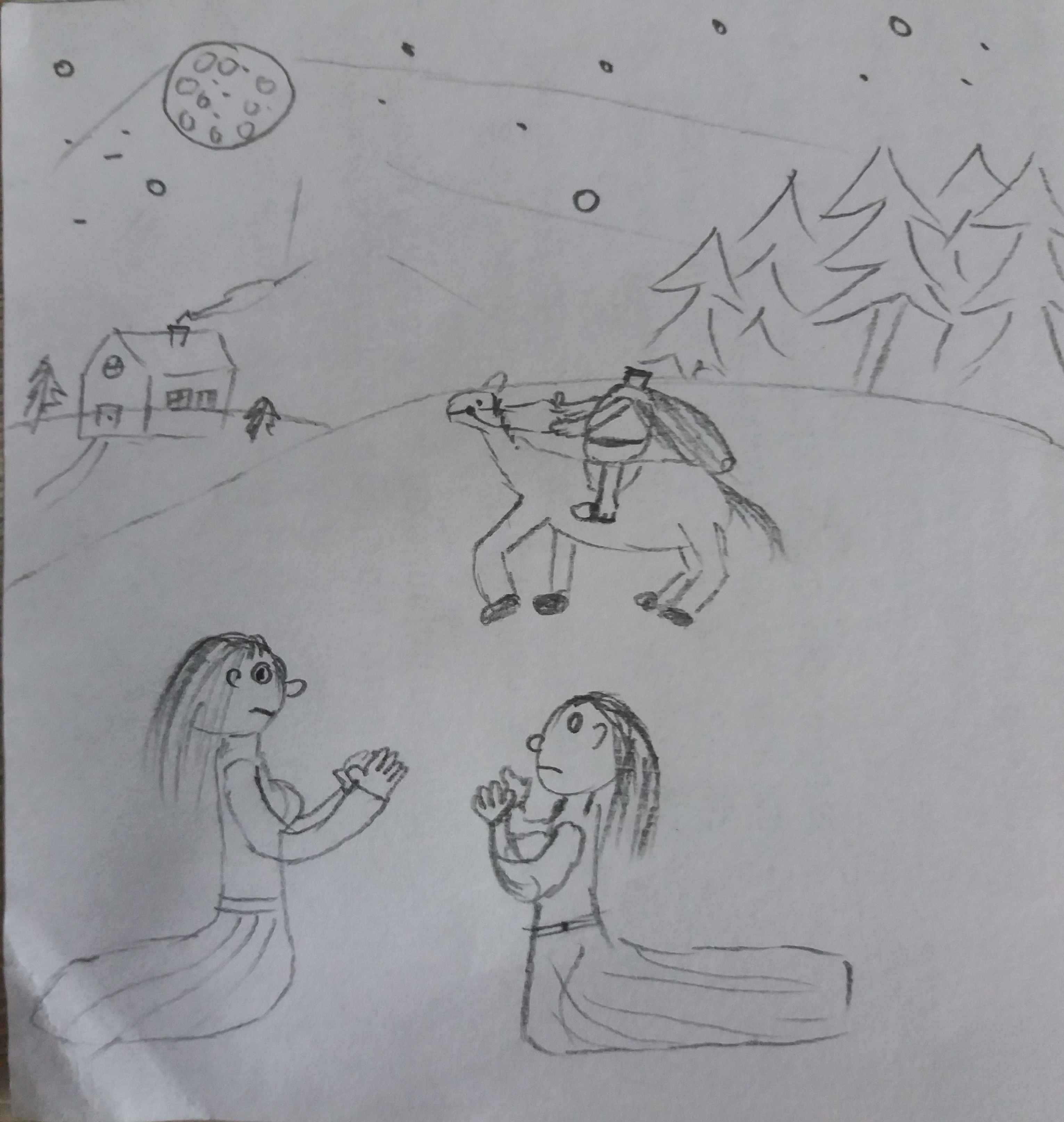
Bezhlavý jezdec

### Bezhlavý jezdec
- Protože hospodě na Kozím hřbetě došel tabák, rozhodly se dcera hostinského s kamarádkou pro něj zajít do Hranic. Cestou zpět potkaly bezhlavého jezdce, ale jelikož byly pobožné a odříkaly Otčenáš, nic se jim nestalo a mohly bezpečně dojít do hostince. Hospodský jim řekl, že udělaly správně, jelikož odříkaní modlitby na zlé duchy platí.

Kozí hřbet (Ziegenrück) je část obce Trojmezí u Hranic v Čechách. Dnes je v Trojmezí jen pár domů a v nich žije 26 obyvatel (2011).

### Stará Fraala
- Den co den chodila stará lesní žínka Fraala příst do Menertova domu v Krásňanech. Jednou se v domě narodilo dítě, muž musel odejít něco zařídit do města a matka zůstala s Fraalou sama doma. Když si najednou děťátko kýchlo, lesní žínka řekla: „Pozdrav Pán Bůh“ a žena odpověděla: „Tobě také." V tu chvíli se Fraala zvedla a řekla matce, že na tuto chvíli dlouho čekala a že je teď osvobozená. Ukázala ženě poklad ve sklepě a zmizela. Žínka ani poklad už nikdy nebyly spatřeny.

Krásňany jsou součást obce (dnes už jen tři ulice) Hranice v Čechách a leží nedaleko hraničního přechodu vedoucího do Bad Elstru.

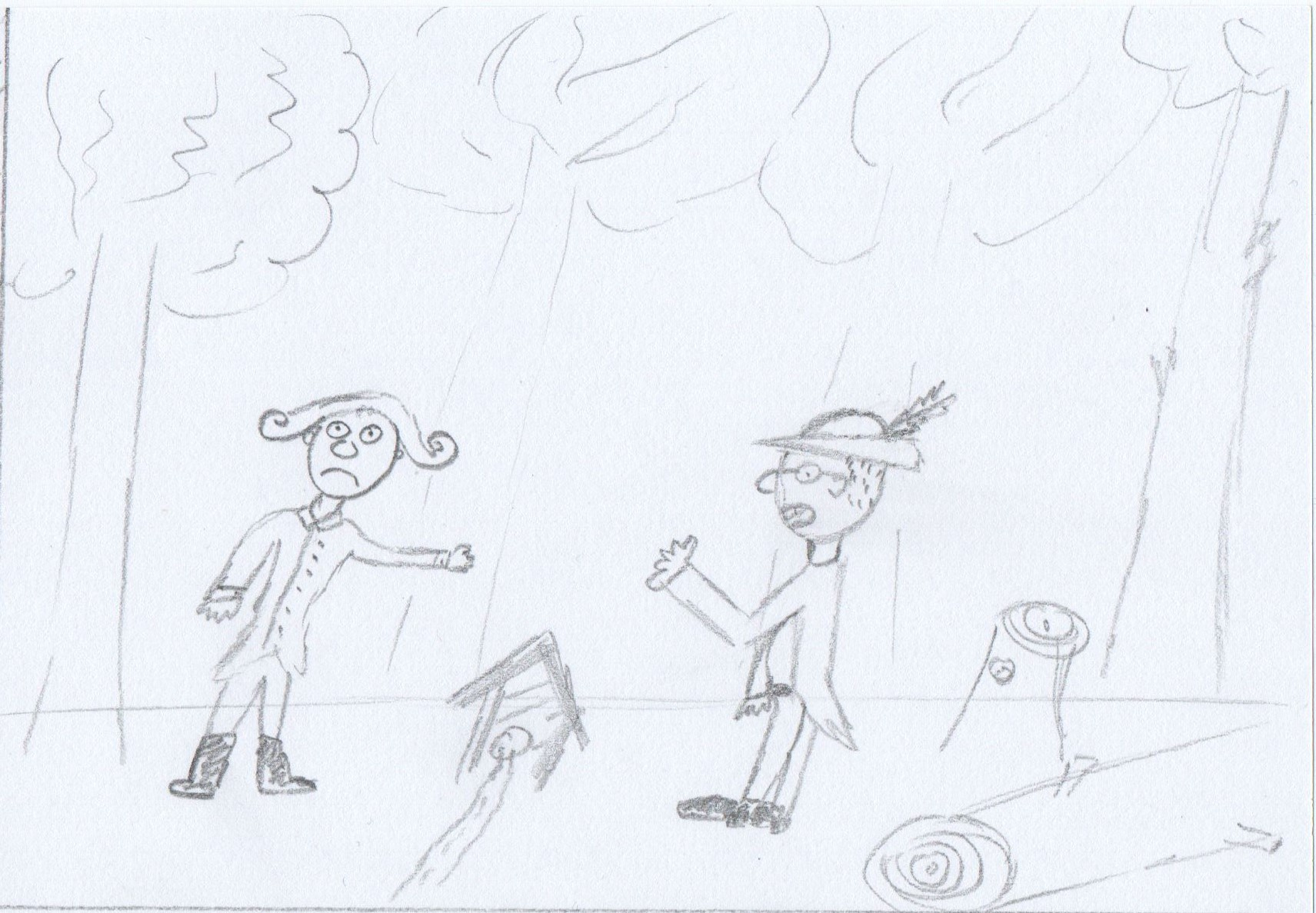
Pověst o sporné studánce

### O sporné studánce
- Nedaleko obce Studánka, která dnes patří k městu Hranice, se nacházela studánka, kde voda nikdy nevyschla. Při práci v lese uslyšel lesní dělník zvuky kácení stromů a vydal se ihned na místo hluku. Zde nalezl hraběte Zedtwitze z Elstru, jak kácí nejlepší stromy. Dělník věděl, že tento les patří Zedwitzovu bratru z Podhradí a ihned šel nekalou činnost ohlásit. Při řešení problému v lese se do sebe pustili dřevorubci z Podhradí a Elstru, Podhradští nakonec vyhráli a hrabě nechal postavit hraniční příkop, který se zde prý nachází dodnes.

Obec Studánka se nachází nedaleko Hranic, Podhradí se samostatná obec u Aše a Bad Elster je lázeňské město ležící nedaleko za českými hranicemi v Sasku.

### Mlynáři znalí kouzel
- Jeden mlynář z Červeného mlýna v Dolních Pasekách uměl o hodině duchů přivolat duchy. Druhý mlynář, z Rangova mlýna v Horních pasekách, měl kouzelnou knihu a s tou dokázal dělat všelijaké čáry. Když mlynář odešel na mši do kostela, jeho čeledín knihu ukradl a zkoušel z ní číst různá slova. Najednou začali do světnice vcházet vojáci a než mlynář přišel domů, byla místnost plná, div že čeledína neušlapali. Mlynář kouzlo odvolal a vojáci zmizeli. Čeledín od těch dob na knihu nesáhl.

Horní a Dolní Paseky jsou součástí města Aš.

### Medový rybník
- V dobách napoleonských válek bylo v západních Čechách nebezpečno. Obyvatelé obce Újezd se před loupeživým francouzským vojskem ukryli v lesích, ale ještě před tím poschovávali nebo zakopali všechny cennosti. Těžké hrnce s medem dali chytře do rybníka. Po krátké době se ukázalo, že zvěst o Francouzech je mylná, a vše vrátilo do normálního života. Jen med už nikdy místní lidé nenašli, zato dodnes má místní rybník nasládlou příchuť - proto medový rybník.

Obec Újezd u Krásné  se nacházela u nejzápadnějšího bodu České republiky, po odsunu Němců v roce 1945 zůstala obec vybydlená a byla srovnána se zemí.

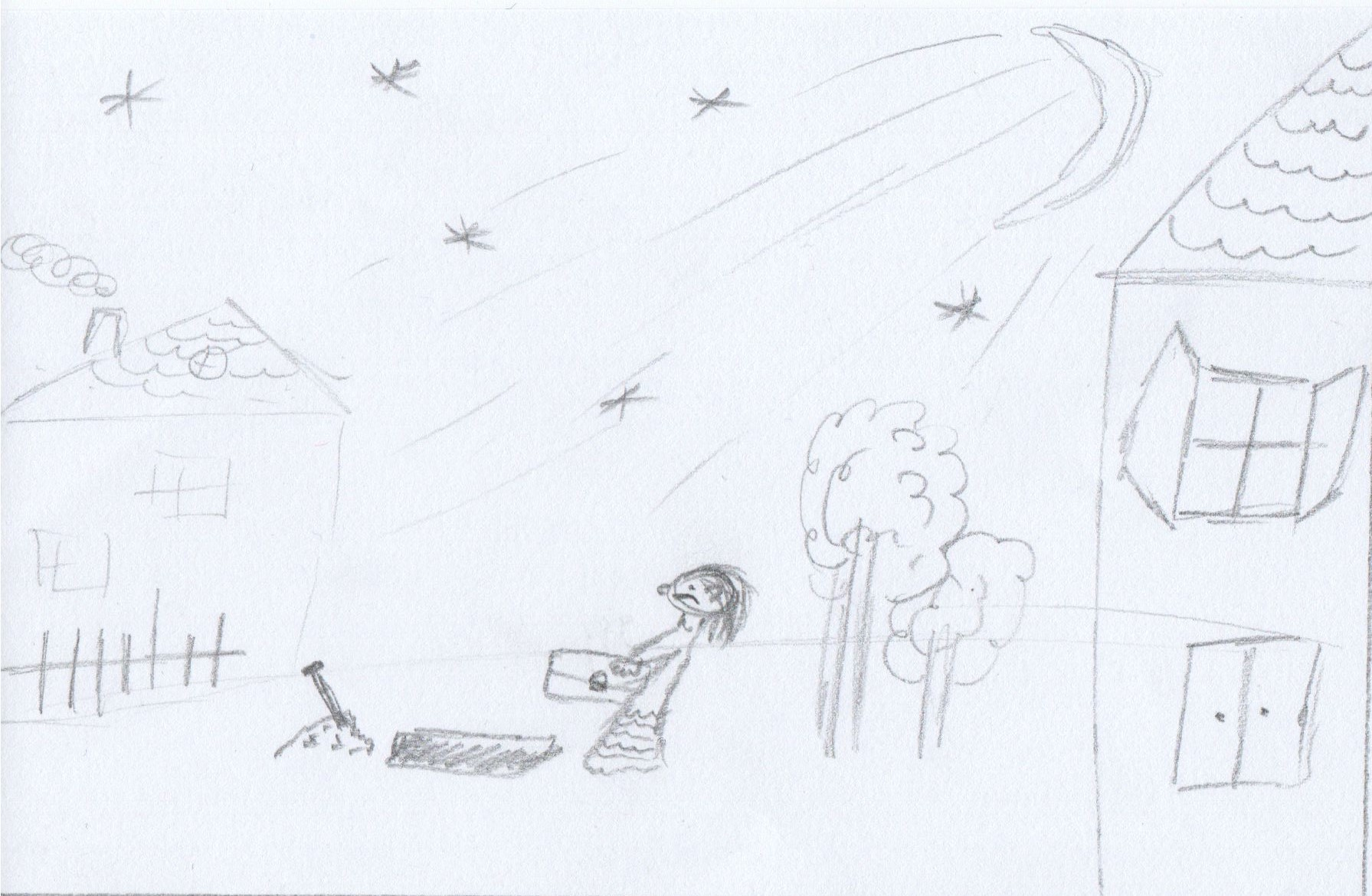
Pověst o krásné Líze

### Krásná Líza
- V Krásňanech žila krásná, sotva osmnáctiletá dívka Líza. Narodilo se jí dítě, které schovala do truhly na půdě, aby nikdo nepřišel na její hřích. Každý den ho tajně krmila a vždy nechala víko pootevřené, aby dítě mělo dostatek vzduchu. Jednou víko nedopatřením zavřela a dítě se udusilo. Líza ho v noci zakopala na zahradě, ale sousedé si stěžovali na hlasitý dětský pláč, a proto Líza řekla pravdu. Trestem jí měla být smrt, ale soud jí dal milost pro nízký věk. Nešťastná dívka milost odmítla a zaplatila za svůj hřích stejně jako její dítě.

Pověst se odehrává v Krásňanech (viz. výše)

## Knižní vydání
Prvně vyšly ašské pověsti v němčině, v roce 1932, v knize Aus unserer Heimat - Sagen und Erzählungen, kterou sestavil místní rodák Wilhelm Fischer. V roce 1999 vydalo Ašské muzeum knihu Ašské pověsti s výběrem několika přeložených pověstí. V roce 2014 vyšla audiokniha Pověsti Ašska do ucha a v roce 2016 vyšla kniha Pověsti a povídky Ašska, která je kompletním překladem původní Fischerovy knihy.